# أوتافيو بارون
أوتافيو بارون (بالإيطالية: Ottavio Barone)‏ (مواليد 29 سبتمبر 1974) هو ملاكم إيطالي، مثّل بلاده في الألعاب الأولمبية الصيفية 2000.

## روابط خارجية
أوتافيو بارون على موقع بوكس ريك (الإنجليزية) (registration required)
- أوتافيو بارون على موقع أوليمبيديا (الإنجليزية)